# Сиху (станция метро)
«Сиху» (англ. Xihu; кит. 西湖) — станция линии Вэньху Тайбэйского метрополитена, открытая 4 июля 2009. Располагается между станциями «Ганцянь» и «Улица Цзяньнань». Находится на территории района Нэйху в Тайбэе.

## Техническая характеристика
Станция «Сиху» — эстакадная с островной платформой. На станции имеется два выхода, оснащённых эскалаторами и лифтами для пожилых людей и инвалидов. На станции установлены платформенные раздвижные двери.